# Albert Vanhoye
Albert Vanhoye, S.J. (Hazebrouck, 24 de julho de 1923 — Roma, 29 de julho de 2021) foi um sacerdote da Companhia de Jesus e um exegeta. Foi elevado a cardeal em 2006.

## Formação e estudos
Vanhoye nasceu em 24 de julho de 1923 em Hazebrouck, França. Durante a Segunda Guerra Mundial na França ocupada, Vanhoye foi forçado a trabalhar em uma fábrica de pólvora para o esforço de guerra alemão. Albert Vanhoye ingressou na Sociedade de Jesus em 1941 e estudou nos escolasticados jesuítas na França e na Bélgica, além de obter um licenciado e doutorado em escrituras sagradas com uma tese sobre a Carta aos Hebreus, do Pontifício Instituto Bíblico (o Biblicum) em Roma. Foi ordenado sacerdote em 25 de julho de 1954.

## Ensino e pesquisa
Depois de uma passagem na casa de estudos jesuítas franceses de Chantilly, tornou-se professor de Escrituras no Pontifício Instituto Bíblico em 1963 e serviu como seu reitor de 1984 a 1990.  Ele se aposentou em 1998. Sua pesquisa e ensino tratavam do Novo Cartas do Testamento, em particular a Carta aos Hebreus. Durante seus anos na Biblicum, dirigiu 29 teses. Ele também foi secretário da Pontifícia Comissão Bíblica de 1990 a 2001, sob o seu presidente, o Cardeal Joseph Ratzinger.
Monsenhor Vanhoye foi consultor de vários dicastérios da Cúria Romana até sua nomeação para o Colégio de Cardeais: o Pontifício Conselho para a Promoção da Unidade dos Cristãos de 1980 a 1996, a Congregação para a Educação Católica a partir de 1976 e a Congregação para a Doutrina da Fé a partir de 1990.

## Cardeal
Ele foi criado pelo cardeal-diácono de Nossa Senhora da Misericórdia e Santo Adriano na Villa Albani pelo Papa Bento XVI no dia 24 de março de 2006. Após obter uma dispensa, não foi consagrado bispo em sua elevação ao cardinalato. O brasão do cardeal Vanhoye foi desenhado pelo artista eclesiástico norte-americano George N. Cannizzaro.
Liderou o retiro papal e curial da Quaresma de 2008. No sínodo dos bispos realizado em outubro daquele ano, que considerou o significado das escrituras, Vanhoye foi encarregado de responder a um discurso do rabino Shear Yashuv Cohen de Haifa sobre a interpretação judaica das escrituras. Em seus comentários, publicados no L'Osservatore Romano no final do mês, ele considerou "como a Bíblia cristã se refere à Bíblia hebraica e como ela fala do povo judeu". Ele se baseou no trabalho produzido no final de seu mandato na Comissão Bíblica e publicado em novembro de 2001 como O Povo Judeu e as Sagradas Escrituras na Bíblia Cristã.
Em novembro de 2010, o cardeal Vanhoye foi nomeado pelo príncipe Carlo, duque de Castro como conselheiro eclesiástico da Casa de Bourbon-Duas Sicílias, tendo anteriormente servido como grande prior da ordem militar sagrada Constantinopla de São Jorge.
Em 20 de junho de 2016, foi feito cardeal-presbítero, mantendo seu título pro hac vice. Desde a morte do cardeal Roger Etchegaray, em 4 de setembro de 2019, Vanhoye era o membro vivo mais velho do Colégio dos Cardeais. 
Faleceu em 29 de julho de 2021, em Roma e seu funeral ocorreu a  31 de julho, às 11 horas, presidido pelo cardeal Leonardo Sandri.

## Obras principais
- La structure littéraire de l'Epître aux Hébreux, Desclée de Brouwer, Tournai, 1963.
- Situation du Christ. Epître aux hébreux 1 et 2, Paris, 1969.
- Prêtres anciens, prètre nouveau selon le Nouveau Testament, Paris, 1980.
- La lettre aux Hébreux: Jésus-Christ, médiateur d'une nouvelle alliance, Paris, 2002.
- The Letter to the Hebrews: A New Commentary, New York: Paulist, 2015